# Nyaa Torrents
Nyaa Torrents (anomenat així per l'⁣onomatopeia japonesa del miol d'un gat) és un lloc web de BitTorrent centrat en mitjans de comunicació d'Àsia oriental (japonès, xinesa i coreana). És un dels índexs de torrents públics dedicats a l'anime més grans.

## Història
L'any 2011, alguns usuaris del lloc web van ser demandats per infracció dels drets d'autor. El lloc va ser objectiu d'un gran atac DDoS suposadament originari del govern japonès a principis de setembre de 2014.
L'1 de maig de 2017, els seus noms de domini .se, .eu i .org es van desactivar, i els moderadors del lloc van confirmar posteriorment que el propietari els va retirar voluntàriament. En les setmanes següents, es van iniciar diverses bifurcacions del mateix lloc web, basades parcialment en el codi Nyaa i la base de dades de torrents, cadascuna utilitzant "nyaa" al seu nom.
A les preguntes freqüents oficials publicades per la comunitat de Nyaa, es digué que s'havien perdut algunes dades entre el 2016 i el maig del 2017 i no hi havia una còpia de seguretat fiable de la base de dades de Nyaa durant aquest període.
El juny de 2017, TorrentFreak va informar que Goodlabs, amb seu a Alemanya, havia publicat una versió falsa del lloc .eu per intentar que els usuaris baixessin programari maliciós. El lloc web va animar els usuaris a descarregar un "client binari gratuït" per intentar accedir a l'ordinador de la víctima.
L'abril de 2018, Cloudflare va finalitzar els seus serveis amb Nyaa. Segons Cloudflare, "El lloc pirata havia intentat interferir i frustrar el funcionament dels sistemes d'informació d'abús de l'empresa".
El 2020, el lloc va ser bloquejat a l'Índia, juntament amb altres llocs web pirates de reproducció en línia i torrent, després d'una decisió del Tribunal Superior de Delhi a favor de la demandant, Disney India. L'ordre judicial preveia un bloqueig "dinàmic", el que significa que Disney podria demanar més prohibicions als llocs web que violin drets d'autor diferents dels de l'ordre.
El juny de 2021, Verizon Fios va bloquejar el lloc web.
En un esforç per proporcionar seguretat i ajudar els usuaris a accedir al lloc, Nyaa va publicar un anunci amb recomanacions sobre com desbloquejar el seu lloc web. L'anunci també advertia als usuaris contra l'ús de llocs intermediaris, ja que potencialment podien robar informació o oferir programari maliciós.
El desembre de 2022, va aparèixer una bifurcació amb el domini .si que és l'única que perviu.

## Lloc web
El lloc web té regles de font de vídeo, per exemple, el vídeo DVD està limitat a 1024 × 576, mentre que UHD es limita a un màxim de 3840 × 2160p. Això seria per mantenir la qualitat original del vídeo.
Els usuaris no poden afegir filigranes ni reduir la qualitat a un còdec de vídeo pitjor. La publicació de "shitposting" constantment pot resultar en una prohibició. Les restriccions de contingut inclouen tenir només contingut de la Xina, el Japó i Corea.

### Categories
Les categories es divideixen en Anime, Àudio, Literatura, Acció en viu, Imatges i Programari. Cadascuna té les seves pròpies subcategories, per exemple, l'àudio es divideix en sense pèrdues i amb pèrdues.
Els usuaris també poden utilitzar els filtres, que filtren els torrents per no fer-ne cap remake i només obtenir càrregues de confiança.

### Entrades
Les pujades al portal web es divideixen en entrades de color verd, vermell, taronja i gris. Les entrades verdes són torrents penjats per usuaris de confiança. Les entrades vermelles (o també anomenades remake) són torrents que coincideixen amb qualsevol dels següents:
- Recodificació de la versió original.
- Remux de la versió original d'un altre usuari que ha penjat el vídeo amb finalitats de subjecció o reparació.
- S'ha tornat a penjar la versió original amb noms de fitxer no originals.
- S'ha tornat a penjar la versió original amb fitxers addicionals que falten o no estan relacionats.

Les entrades taronges són lots de sèries senceres i les entrades grises són torrents ocults.